# Georges de La Falaise
Georges de La Falaise (Luçon, 24 de marzo de 1866-París, 8 de abril de 1910) fue un deportista francés que compitió en esgrima, especialista en la modalidad de sable. Participó en dos Juegos Olímpicos de Verano en los años 1900 y 1908, obteniendo una medalla de oro en París 1900 en la prueba individual.

## Palmarés internacional
| Juegos Olímpicos | Juegos Olímpicos | Juegos Olímpicos | Juegos Olímpicos |
| Año              | Lugar            | Medalla          | Prueba           |
| ---------------- | ---------------- | ---------------- | ---------------- |
| 1900             | París (Francia)  | Medalla de oro   | Sable individual |